# 8175 Boerhaave
A 8175 Boerhaave (ideiglenes jelöléssel 1991 VV5) a Naprendszer kisbolygóövében található aszteroida. Eric Walter Elst fedezte fel 1991. november 2-án.